# Gornja Dolina
Gornja Dolina je naselje v občini Gradiška, Bosna in Hercegovina. 

## Deli naselja
Gornja Dolina. 

## Prebivalstvo
| Pregled števila prebivalcev po letih | Pregled števila prebivalcev po letih | Pregled števila prebivalcev po letih | Pregled števila prebivalcev po letih | Pregled števila prebivalcev po letih | Pregled števila prebivalcev po letih |
| ------------------------------------ | ------------------------------------ | ------------------------------------ | ------------------------------------ | ------------------------------------ | ------------------------------------ |
| 1948                                 | 1953                                 | 1961                                 | 1971                                 | 1981                                 | 1991                                 |
| -                                    | -                                    | -                                    | 534                                  | 462                                  | 400                                  |

| Narodna sestava prebivalstva po letih                                                                                    | Narodna sestava prebivalstva po letih                                                                                      | Narodna sestava prebivalstva po letih                                                                                       |
| --- | --- | --- |
| 1971 | 1981 | 1991 |
| . skupaj: 534 Hrvati 534 (100 %) Muslimani 0 (0,00 %) Srbi 0 (0,00 %) Jugoslovani 0 (0,00 %) drugi in neznano 0 (0,00 %) | . skupaj: 462 Hrvati 457 (98,91 %) Srbi 2 (0,43 %) Muslimani 1 (0,21 %) Jugoslovani 1 (0,21 %) drugi in neznano 1 (0,21 %) | . skupaj: 400 Hrvati 382 (95,50 %) Srbi 5 (1,25 %) Muslimani 0 (0,00 %) Jugoslovani 3 (0,75 %) drugi in neznano 10 (2,50 %) |